# Алагоас
Алаго̀ас (AL) (португ. произношение: [alaˈɡoɐs]) е един от 26-те щата на Бразилия. Разположен е в североизточната част на страната. Столицата му е град Масейо. Алагоас е с обща площ от 27 767.66 км² и население 3 018 632 души (2006).

## Административно деление
Щатът се поделя на 3 региона, 13 микрорегиона и 102 общини.

## Население
3 018 632 (2006)
Урбанизация: 67,4% (2006)
Расов състав:
- мулати – 1 742 490 (57,0%)
- бели – 1 069 950 (35,0%)
- чернокожи – 235 000 (7,7%)
- азиатци и индианци – 9000 (0,3%)